# Fred Ewanuick
Fred Ewanuick (* 23. Juni 1971 in Port Moody, British Columbia) ist ein kanadischer Schauspieler und Synchronsprecher. Er wurde einem breiten Publikum durch seine Rolle des Hank Yarbo in der Fernsehserie Corner Gas und dessen Spin-offs bekannt.

## Leben
Ewanuick wurde am 23. Juni 1971 in Port Moody geboren, wo er auch aufwuchs. Er ist italienischer und ukrainischer Abstammung. Er schloss 1989 die Port Moody Secondary ab. Seinen ersten Beruf hatte er als Zeitungsverteiler, wurde allerdings entlassen, da er einige Zeitungen im Abfall entsorgte, anstatt sie zu verteilen. Danach arbeitete er in einer Bingohalle. Er schrieb sich am College für die Fächer Englisch, Frauenstudien und Theater ein, da es die einzigen verfügbaren Kurse waren. Er fiel allerdings durch alle Kurse durch. Nach einem Vorsprechen, wurde er für zwei Jahre in ein Theater-Intensivprogramm aufgenommen, wo er ein Jahr verblieb. Danach nahm er sich vier Jahre Schauspielunterricht bei Shea Hampton.
Ende der 1990er Jahre machte Ewanuick sein Schauspieldebüt in einer Episode der Fernsehserie Die neue Addams Familie. Anschließend konnte er sich durch Besetzungen als Episodendarsteller in verschiedenen kanadischen Fernsehserien und Nebendarsteller in Filmproduktionen als Schauspieler etablieren. 2004 war er in Chestnut – Der Held vom Central Park als Kosh zu sehen. Ab demselben Jahr bis einschließlich 2009 mimte er in insgesamt 107 Episoden der Fernsehserie Corner Gas die Rolle des Hank Yarbo. Später lieh er ihm in einer Zeichentrickserie die Stimme. Von 2005 bis 2008 wirkte er in der Rolle des Nick Papathanasiou in insgesamt 19 Episoden der Fernsehserie Robson Arms mit. 2006 spielte er im Katastrophenfernsehfilm Eiskalt wie die Hölle die Rolle des Phillip Ekdahl. Von 2010 bis 2011 stellte er in der Fernsehserie Dan for Mayor die Rolle des Dan Phillips dar. 2013 wirkte er im Fernsehfilm Der große Schwindel in der Rolle des Paul Swindell mit. Neue, größere Serienbesetzungen hat er seit 2021 in Family Law und seit 2022 in Die Phantomwelpen.
Als Synchronsprecher war Ewanuick unter anderen in der Animationsserie Dinotrux, dessen Nachfolger Dinotrux – Aufgeladen und in der Zeichentrickserie Corner Gas Animated zu hören.

## Filmografie (Auswahl)

### Schauspiel
- 1999: Die neue Addams Familie (The New Addams Family, Fernsehserie, Episode 1x55)
- 2000: 2gether (2gether: The Series, Fernsehserie, Episode 1x01)
- 2000: How to Kill Your Neighbor's Dog
- 2001: The Chris Isaak Show (Fernsehserie, Episode 1x12)
- 2001: Special Unit 2 – Die Monsterjäger (Special Unit 2, Fernsehserie, Episode 2x01)
- 2001: Auf kalter Spur (Cold Squad, Fernsehserie, Episode 5x03)
- 2001–2002: Dark Angel (Fernsehserie, 5 Episoden, verschiedene Rollen)
- 2001–2003: Da Vinci’s Inquest (Fernsehserie, 4 Episoden, verschiedene Rollen)
- 2002: Stark Raving Mad
- 2002: Monk (Fernsehserie, 2 Episoden)
- 2002: Beauty Shot (Kurzfilm)
- 2002: Santa Clause 2 – Eine noch schönere Bescherung (The Santa Clause 2)
- 2002: Twilight Zone (The Twilight Zone, Fernsehserie, Episode 1x16)
- 2002: The Adventures of Johnny the Argyle Sock (Kurzfilm)
- 2003: Gelegenheit macht Liebe (A Guy Thing)
- 2003: The Bed (Kurzfilm)
- 2003: Fluffy (Kurzfilm)
- 2003: The Core – Der innere Kern (The Core)
- 2003: Behind the Camera: The Unauthorized Story of 'Three's Company' (Fernsehfilm)
- 2003: Out of Order (Fernsehserie, 6 Episoden)
- 2003: The Delicate Art of Parking
- 2003: The Mall Man (Kurzfilm)
- 2003: Jam Space (Kurzfilm)
- 2003–2004: Tru Calling – Schicksal reloaded! (Tru Calling, Fernsehserie, 2 Episoden)
- 2004: The Ranch (Fernsehfilm)
- 2004: Dead Like Me – So gut wie tot (Dead Like Me, Fernsehserie, Episode 2x02)
- 2004: Chestnut – Der Held vom Central Park (Chestnut: Hero of Central Park)
- 2004–2009: Corner Gas (Fernsehserie, 107 Episoden)
- 2005: Selling Innocence (Fernsehfilm)
- 2005: Wild X-Mas (Just Friends)
- 2005–2008: Robson Arms (Fernsehserie, 19 Episoden)
- 2006: Eiskalt wie die Hölle (Absolute Zero, Fernsehfilm)
- 2006: Black Eyed Dog
- 2006: Young Triffie's Been Made Away With
- 2006: Love and Other Dilemmas
- 2007: Crossing
- 2007: Blood Ties – Biss aufs Blut (Blood Ties, Fernsehserie, Episode 2x07)
- 2007: Intelligence (Fernsehserie, 2 Episoden, verschiedene Rollen)
- 2010–2011: Dan for Mayor (Fernsehserie, 26 Episoden)
- 2011: French Immersion
- 2011: Joanna Makes a Friend (Kurzfilm)
- 2013: Der große Schwindel (Swindle, Fernsehfilm)
- 2013: The Magic Ferret (Kurzfilm)
- 2014: Supernatural (Fernsehserie, Episode 10x08)
- 2014: Corner Gas: The Movie
- 2015: Patterson's Wager
- 2016: A.R.C.H.I.E.
- 2016: Going for Broke (Fernsehserie, Episode 1x01)
- 2016: Brewstars (Kurzfilm)
- 2018: Climax, SK (Fernsehfilm)
- 2018: Shop Class (Kurzfilm)
- 2018: The Prodigal Dad
- 2019: Welpenakademie (Pup Academy, Fernsehserie, Episode 1x01)
- 2019: 37-Teen
- 2020: A New Leash on Life (Kurzfilm)
- seit 2021: Family Law (Fernsehserie)
- seit 2022: Super PupZ (Fernsehserie)
- seit 2022: Die Phantomwelpen (Phantom Pups, Fernsehserie)

### Synchronisationen
- 2011: Mulligan's Run (Animationsfilm)
- 2015–2017: Dinotrux (Animationsserie, 35 Episoden)
- 2016: Beat Bugs (Animationsserie, Episode 1x15)
- 2016: I am Here (Animationsfilm)
- 2017–2018: Dinotrux – Aufgeladen (Dinotrux Supercharged, Animationsserie, 14 Episoden)
- 2018–2021: Corner Gas Animated (Zeichentrickserie, 48 Episoden)